# HD123218
HD123218 — хімічно пекулярна зоря спектрального класу A5, що має видиму зоряну величину в смузі V приблизно  8,7.
Вона  розташована на відстані близько 446,2 світлових років від Сонця.